# Budrovac vára
Budrovac egy középkori vár volt Horvátországban, a Kapronca-Kőrös megyei Szentgyörgyvárhoz tartozó Budrovac település határában.

## Fekvése
Budrovactól északkeletre a Topolik, és a Pesak településrészek, valamint a Katalena-patak közötti síkságon állt Budrovac ősi vára, melyre ma már csak terepalakzatok emlékeztetnek. 

## Története
A Bodor, vagy Budor nemzetséget először a 13. században említik a Bilo-hegység délkeleti lejtőin. Tagjai egy Zaguda nevű nemes leszármazottai voltak. A család birtokai keleten az Ilova és a Csázma folyók forrásvidékéig terjedtek. A Budor fivéreket 1237-ben úgy említik, hogy birtokaik határosak Marcel fia, Ábrahámnak a birtokaival, melyek köztudottan az Ilova-folyó mentén terültek el. Ezen a vidéken haladt át az ősi drávamenti kereskedelmi út „magna via” is Verőce irányába. Az 1246-ban említett Budor testvérek földjei a Supplonci-patak vidékén voltak. A Budor fiakat, Pétert és Istvánt 1331-ben említik ismét, amikor egymás között felosztották a Gorbonok-patak menti földjeiket. Ezek a birtokok a Chopoy, vagy Chopou nemzetség birtokaival voltak határosak. 1370-ben, a már említett István és fia, György bepanaszolta Zudor Péter bán előtt a Beke nembeli István fia, Lászlót azon erőszakos cselekedeteiért, melyeket ellenük vitt végbe. Két évvel később György újabb panaszt tett a közeli Csepelovac nemesei, György és Péter által kezdett erőszakos cselekmények miatt. Ezután nagyon megritkultak a Budor családról szóló korabeli források. Csak 1477-ben, Streza falu urbáriumában tesznek említést Budor Istvánról (Stephanus de Bwdrowcz).
A Szapolyai János és Ferdinánd közötti trónviszályban a Budorok Szapolyai János pártján álltak. Az 1529-es esztendőben Budróczi Budor András és István (Stephanus et Andreas Bwdor de Bwdrowcz) Szapolyaitól megkapták az írástudó Mykethynci Pál minden vagyonát, 1530. június 26-án pedig Thybonyncy és Bogacsevo nevű birtokait is. Még ez év szeptemberében, Ferdinánd király megtorlásul Budrovacba küldte Caspar de Kharschan nevű kapitányát, aki az egész birtokot feldúlta. 1542-ben Budor Vid Nádasdy Tamás nádorral együtt szállt hadba Pestnél, valamivel később pedig Keglevich Mátyás bánnal Monoszlónál. Budor Vid 1564-ben halt meg. Leszármazottja, Budor Iván 1607-ben ott volt Varasdon, amikor Erdődy Tamást báni tisztségébe beiktatták. 1620-ban Budor Miklóst ennek az ősi családnak az utolsó leszármazottjaként említették meg. Ő még 1628-ban is azért pereskedett, hogy visszaadják családjának minden vagyonát.         
A török háborúk idején a középkori Budrovác átmenetileg eltűnt a történelem színpadáról, 1700 körül azonban új helyen, az ősi vártól valamivel nyugatabbra, Čepelovactól nem messze újratelepült.

## Leírása
Budrovac várát téglalap alaprajzúra építették, amit földsánccal öveztek, mely mára már sokat veszített magasságából. A várhely közepén két földhalom található, melyek közül az egyik téglalap, a másik kör alakú. A vár nyugati oldalán, a földsánc külső részénél még egy kör alakú földhalom vehető észre, mely talán valamilyen torony, vagy kaputorony lehetett. Egy régészeti próbaásatás során 1976-ban kialakított az egyik sekély szondázó árokban, sötétszürke, majdnem fekete felületű cserépmaradványokra, egy edény felső részére találtak, mely a 15. századból származhat.